# Caiphus Semenya
| Caiphus Semenya                           | Caiphus Semenya                           |
| Kattints az alábbi külső linkek egyikére! | Kattints az alábbi külső linkek egyikére! |
| ----------------------------------------- | ----------------------------------------- |
| Nem található szabad kép.(?)              |                                           |
| külső link · jogvédett                    | Caiphus Semenya és Letta Mbulu            |

Caiphus Katse Semenya (Johannesburg, Alexandra negyed, 1939. augusztus 19. –) egyike a kiemelkedő dél-afrikai dzsesszmuzsikusoknak, zeneszerző, zenekarvezető, énekes, altszaxofonos, billentyűs; Letta Mbulu férje.

## Pályafutása
Semenya a feleségével együtt az 1960-as években elhagyta Dél-Afrikát. Honfitársaival (többek között Hugh Masekela, Jonas Gwangwa, Hotep Galeta, Miriam Makeba) dolgozott ott együtt, majd Los Angelesben amerikai művészekkel is, mint Cannonball Adderley, Harry Belafonte, The Crusaders, Lou Rawls, vagy Nina Simone.
2004 áprilisában Hugh Masekelával, Jonas Gwangwával, Letta Mbuluval és Sibongile Khumalóval együtt létrehozta a Creative Collective-et, ami zenei és más művészi programokat szervezett a dél-afrikai tízéves felszabadulási ünnepekre.

## Lemezek
- Very Best Of Caiphus Semenya • 1998
- Streams Today... Rivers Tomorrow • 1998
- Listen To The Wind
- Woman Got the Right To Be • 1996
- Angelina • 1983